# Little Canada
Little Canada város az USA Minnesota államában, Ramsey megyében. Lakosainak száma 10 819 fő (2020. április 1.).

## Népesség
A település népességének változása:

| 2010 | 9 773  |
| 2020 | 10 819 |